# Uvaria combretifolia
Uvaria combretifolia är en kirimojaväxtart som beskrevs av Friedrich Ludwig Diels. Uvaria combretifolia ingår i släktet Uvaria och familjen kirimojaväxter. Inga underarter finns listade i Catalogue of Life.